# Dirk Uittenbogaard
Lucas Theodoor Dirk Uittenbogaard (Amsterdam, 8 maggio 1990) è un canottiere olandese, campione olimpico nel 4 di coppia ai Giochi di Tokyo 2020 e vincitore della medaglia di bronzo nell'8 con a Rio de Janeiro 2016.

## Palmarès
- Giochi olimpici

Rio de Janeiro 2016: bronzo nell'8.
Tokyo 2020: oro nell'4 di coppia
- Mondiali

Aiguebelette-le-Lac 2015: bronzo nell'8.
Linz-Ottensheim 2019: oro nel 4 di coppia
- Europei

Lucerna 2019: oro nel 4 di coppia.
Poznań 2020: oro nel 4 di coppia.